# The Young Americans (zanggroep)
The Young Americans was een Amerikaanse zang- en dansgroep.

## Geschiedenis
De groep werd opgericht in 1962 door Milton C. Anderson. Ze maakten naam als de wereldwijd eerste groep, die choreografische invoeging verbonden met koorzang en telden zodoende tot het eerste showkoor in de Verenigde Staten, dat inmiddels aan bijna iedere highschool in de Verenigde Staten is te vinden.
In 1968 wonnen The Young Americans met de gelijknamige documentatie een Oscar voor de beste documentaire film. Tijdens de jaren 1970 betwisten ze nationale en internationale concerttournees en traden hierbij onder andere op in Madison Square Garden. Tijdens de jaren 1980 volgden eilandtournees in de zuidelijke Grote Oceaan en het Verre Oosten. Meer dan tien jaar waren ze te gast in de grote Amerikaanse tv-shows bij Julie Andrews, Andy Williams, Judy Garland, Bing Crosby en vele anderen en werkten ze samen met wereldsterren als Fred Astaire, Ed Sullivan, Bob Hope, Jerry Lewis en Gene Kelly. Ze gaven extra concerten voor de Amerikaanse presidenten Gerald Ford, Richard Nixon, Jimmy Carter, Ronald Reagan, George W. Bush en Bill Clinton en produceerden internationale grote evenementen zoals tot slot de opening van de olympiade voor gehandicapten in Salt Lake City.
Sinds 1992 bereizen The Young Americans bovendien binnen het kader van een MUSIC OUTREACH TOUR landen op de hele wereld en verrichten pedagogisch werk aan scholen en verschillende instellingen.
In 2002 stichtten The Young Americans het opleidingsinstituut California Pacific College of the Performing Arts, dat heden onder de naam The Young Americans College of the Performing Arts succesvol zelfverantwoordelijke artiesten opleid in de disciplines dans, zang, toneel en pedagogiek voor het werk als Young American en daarnaast voor podium, film, televisie en met de branche verwante beroepen en de leerverrichtingen. Daarbij stimuleert het college de unieke pedagogische aanpak, die The Young Americans in de loop van de tijd hebben ontwikkeld.

## Concept van de Outreach Toer
In 1992 startten The Young Americans het pedagogisch initiatief Music Outreach Tour. Deze omvat jarenlange reeksen van drie dagen durende workshops aan algemeen opleidende scholen, eerst in de Verenigde Staten en sinds 2000 ook in Australië, Nieuw-Zeeland, het Verenigd Koninkrijk, Ierland, Oekraïne, Luxemburg, Nederland, Zweden, Japan en Duitsland. In 2009 bezochten The Young Americans voor de eerste keer in het kader van een tournee Rusland.
In de loop van de driedaagse werkdagen studeren de ongeveer 40 medewerkers met elk 100 tot 400 deelnemers sterke leerlinggroepen een complete podiumshow in en brengen deze op de avond van de laatste workshopdag tot een opvoering.
Doel van dit werk is om de scholieren artistieke impulsen te geven en het vertrouwen in hun eigen creatieve krachten te ontwikkelen. Bovendien worden teambekwaamheid, interdisciplinair denken, zelfvertrouwen en zelfrespect bevorderd.
De gedachte van de interculturele ontmoeting en de verruiming van de Engelse spraakvaardigheid spelen ook een belangrijke rol. In het bijzonder echter op het gebied van de motivatie en nieuwe arbeidsvormen is het werk van The Young Americans georiënteerd.
Tijdens de jaren 2001 tot 2007 vonden al tien seizoenen lang workshops plaats in totaal 200 steden in geheel Duitsland en in het omringende Europese buitenland, in wiens verloop duizenden scholieren en pedagogen aan algemeen opleidende scholen en muziekscholen konden worden bereikt. Ook in de navolgende jaren tot 2018 vonden zulke projecten aan scholen in Duitsland plaats en verdere zijn gepland voor 2019 en 2020.

## Beroemde studenten
- Allison Court (danseres): The Rockettes (Radio City Music Hall)
- Annie (Carr) McQuitty (oprichter, producent): Dance Excellence – an International Dance Festival
- Annie Gibbons (danseres): The Rockettes (Radio City Music Hall)
- Barnette Ricci (showdirecteur): The Walt Disney Company, Fantasmic!
- Bob Kevoine (presentator, D.J.): Die Bob & Tom Show
- Carol Dennis-Dylan (zangeres, actrice): The Color Purple, The Wiz, Big River
- Cheri Eichen (producent, auteur): Cheers, Teacher's Pet, Hope and Gloria
- Chris Campbell
- Corkey Lee (verantwoordelijk directeur Video Operations): Paramount Pictures
- Craig Rathburn (speciaal evenementsmanager): Walt Disney Productions
- Carlos Thomas (danser, muzikant): STOMP
- David DeLeon (grimeur): Emmy genomineerd, The Soloist, Angel, Tony Bennet, An Americans Special
- David Green (vicepresident, artistiek leider): McCoy Rigby Conservatory of the Arts
- David Sidoni (presentator): Jeopardy!, Wheel 2000
- Diana Kavilis (musicalactrice): A Chorus Line, Cats, Sunset Boulevard, Evita
- Dominic Lucero (acteur, danser, zanger):  Chorus Line, The Pajama Game, Grease, Michael Jacksons "Bad" & "Dangerous" Tours
- Don Strom (opnameleider): Wipeout (TV Serie), Clash of the Choirs, Miss Universe 2007
- Eden Espinosa (musicalactrice): Wicked (Broadway), RENT (Broadway, DVD Filmed Live on Broadway), Brooklyn The Musical (Broadway), Law & Order
- Enrique Segura
- Gary Moss (musicalacteur): hoofdrol in Broadways Les Misérables
- Greg Smith
- Jack Jackson
- James "Jim" May (dirigent): Sunset Boulevard (Broadway), Les Misérables (Broadway), Wicked, The Lion King, Beauty and the Beast
- Jason Oltoff (regisseur, choreograaf): Super Bowls, Olympische Zomerspelen 1996 & 2000, Olympische Winterspelen 2002
- Jeffrey Polk (musicalacteur): Five Guys Named Moe (Broadway), The Lion King, Smokey Joe's Cafe, Jesus Christ Superstar
- Jennifer Colby Talton (musicalactrice): RENT
- Jerry Mitchell (regisseur, choreograaf): Hairspray (Broadway, Westend), Legally Blonde: The Musical (Broadway), Tony Award voor de beste choreografie in La Cage aux Folles
- Jinger Leigh (goochelaar, producent): Mark Kalin and Jinger, Before Your Very Eyes, Carnival of Wonders
- Joey Murphy (producent, draaiboekauteur): Cybill, The Golden Girls, The Crew, Desperate Housewives
- John Pardee (producent, draaiboekauteur): Cybill, The Jeff Foxworthy Show, The Crew, Desperate Housewives
- Jon Bernstein (draaiboekauteur): Ring frei! - Die Jerry Springer Story, Beautiful, Meet the Robinsons
- Kathi Gillmore (musicalactrice): Show Boat, Ragtime, A Chorus Line
- Kathy Fishburne Erickson (auteur, producent): oprichter van Erickson Creative
- Kelli Fish
- Kelly Severson: Sandy in Grease, Annie Get Your Gun Revival
- Ken Prymus
- Kevin Morrow: Five Guys Named Moe
- Kevyn Brackett (acteur, musicalacteur): Five Guys Named Moe, RENT
- Khalid Freeman (acteur, danser): Stomp the Yard, Dreamer
- Kye Brackett (danser, zanger, choreograaf): Barry Manilow, "Ultimate Manilow" & "Could It Be Magic"
- Laura Leighton (actrice): Melrose Place, Beverly Hills, 90210, Tru Calling, Desperate Housewives, CSI: Miami, Mending Fences, Eyes
- Leif Green (opnameleider): Brother Bear 2, Looney Tunes: Back in Action
- Leslie Beauvais: Les Misérables Tour
- Lucinda "Cinda" Ramsuer (zangeres, musicalactrice): Dreamgirls, The Lion King, Cirque du Soleil, Stevie Wonder, Diana Ross, Whitney Houston, Sporting Club
- Maire Gulmatico (musicalactrice): Mimi in Miss Saigon
- Marc Cherry (producent, auteur): The Golden Girls, The Crew, Golden Palace, uitvinder van Desperate Housewives
- Marie Matiko (actrice): The Art of War (Film), The Civilization of Maxwell Bright, Forbidden Warrior, Mystery Men, The Corruptor, Date Movie, Forbidden Warrior, Gang of Roses, Xena, The District
- Mark L. Walberg (tv-presentator, acteur, komiek): The Moment of Truth, The Mark Walberg Show, Antiques Roadshow, Russian Roulette, The Moment of Truth, Temptation Island
- Mary Bond Davis (musicalactrice): Hairspray (Broadway), Grease (Broadway), The Woman (Broadway), Jelly's Last Jam (Broadway), Show Boat (Broadway), Mail (Broadway), Marie Christine (Broadway)
- Melissa Hayden (actrice): Tanz in den Wolken, Springfield Story, General Hospital, Hunter
- Michael Jones
- Mindy Dow Broadley (producent): Super Bowl half time shows
- Nia Peeples (zangeres, actrice): Fame, Walker, Texas Ranger, General Hospital, Deep Star Six, Blues Brothers 2000, The Young and the Restless, Barbershop (TV Serie)
- Patrick Gandy (arrangeur, orkestleider, dirigent): The Emmy's, Stevie Wonder, Yolanda Adams
- Patrick "Rick" Hilsabeck (musicalacteur): Billy Elliott (Broadway), Bounce (Broadway), Chitty Chitty Bang Bang (Broadway), Phantom in The Phantom of the Opera
- Paul May
- Peter Kevoian (acteur, musicalacteur): Emergency Room, Cheers, Matlock, The Guardian, Cats, Wicked, Sunset Boulevard, Into the Woods
- Ray Garcia
- Ray Rodriguez (danser, choreograaf): Kiss of the Spider Woman
- Reggie Burrell (zanger): Gladys Knight in Concert, A Raisin in the Sun
- Rich Leist (producent, castingdirecteur): Wipe Out, Fear Factor
- Sandra Allen (musicalacteur): Sunset Boulevard, Bombay Dreams, Flower Drum Song
- Scott Tea: The Lettermen
- Skip Ewing (countryzanger, songwriter): 2000 BMI songwriter of the Year, CMA Triple Play Award
- Stephanie J. Block (musicalactrice): Wicked (Broadway), 9 to 5: The Musical (Broadway), The Pirate Queen (Broadway), The Boy from Oz: The Peter Allen Story (Broadway), James Joyce's The Dad, The Kennedy Center
- Steve Anderson (geluidstechnicus): Superbowl, Emmy Awards, Grammy Awards, Academy Awards
- Steve Brethaupt: Les Misérables
- Steve Issacs (acteur, muzikant): Tommy in The Who's Tommy, MTV VJ - Top 20 Countdown
- Steve Palmer (musicalacteur): STOMP
- Steve Scott (digitale kleurder): Emmy winnaar voor visuele effecten, voormalig president van de Academy of Television Arts & Sciences
- Stewart Daylida (visuele effecten, acteur): EFX (Las Vegas Show), The X-Files, Titanic, Star Trek: The Next Generation, Star Trek: Deep Space Nine, Roseanne, Butterfly Effect, Van Helsing
- Susan Egan (actrice, zangeres): Dr. House, Numb3rs, Hercules, Beauty and the Beast
- Susan "Susie" Johnson (produktieleiding): Paramount Pictures, Girlfriends, Cheers, Kristin
- Tim Bagley (acteur, komiek): Knocked Up, Will & Grace, King of Queens, According to Jim, Monk, Seinfeld, Emergency Room, The X-Files, Southland, The Groundlings Comedy Troupe
- Vanessa Brown (percussionist, arrangeur): Dancing with the Stars, The Lion King, Barry Manilow in Concert
- Vicki Lawrence (actrice, voormalig zangeres): The Carol Burnett Show, Mama's Family, Roseanne, Hannah Montana, Ally McBeal
- Vincent Kauffman (post-productie-coördinator): Judging Amy